# Rio Yon
O rio Yon é um rio do departamento de Vendée, em França. Nasce no limite entre as comunas de La Ferrière e Saint-Martin-des-Noyers, fluindo para sul e desaguando no rio Lay pela margem direita, entre Rosnaye Le Champ-Saint-Père.